# US Avellino
Unione Sportiva Avellino 1912, cunoscut ca US Avellino 1912, este un club italian profesionist de fotbal din orașul Avellino, Campania, care evoluează în Serie D[*].
Este clubul oficial de continuitate din S.U.Avellino, care a falimentat în 2009 și a fost apoi exclus din Seria B în 2018, a fost admis în Serie D prin articolul 52 al NOIF. în același an. Clubul a fost redenumit ca Associazione Sportiva Avellino 1912 în 2010 și restaurat la originalul Unione Sportiva Avellino 1912 în 2015, înainte de asumarea denumirii actuale în 2018.